# Il leone d'oro
Il leone d'oro è un romanzo d'avventura scritto da Wilbur Smith in collaborazione con Giles Kristian. Fa parte del ciclo incentrato sulla famiglia Courtney.

## Trama
Alla fine del diciassettesimo secolo sulle coste orientali africane viene rinvenuto un naufrago moribondo. È Angus Cochran, l'Avvoltoio, sopravvissuto all'esplosione del suo veliero. L'Avvoltoio, agli ordini del principe Jahan, ricomincerà la caccia a Hal Courtney e Judith Nazet, tra il mercato degli schiavi di Zanzibar e le miniere d'oro dell'interno africano.

## Edizioni italiane
- Wilbur Smith, Giles Kristian, Il leone d'oro, traduzione di Sara Caraffini, Collana La Gaja Scienza, Milano, Longanesi, 19 ottobre 2015,  p. 450, ISBN 978-88-304-3875-0.
- Wilbur Smith, Giles Kristian, Il leone d'oro, traduzione di Sara Caraffini, Collana La Gaja Scienza, Milano, Longanesi, 23 giugno 2016,  p. 496, ISBN 9788830446083.
- Wilbur Smith, Giles Kristian, Il leone d'oro, traduzione di Sara Caraffini, I Grandi TEA, Milano, TEA, 9 novembre 2017,  p. 493, ISBN 9788850248483.
- Wilbur Smith, Giles Kristian, Il leone d'oro, traduzione di Sara Caraffini, Super TEA, Milano, TEA, 24 gennaio 2019,  p. 494, ISBN 9788850253524.